# جول مقابل (عمد)

تعديل مصدري - تعديل

جول مقابل هي إحدى قرى  بمديرية عمد التابعة لمحافظة حضرموت، بلغ تعداد سكانها 33 نسمة حسب تعداد اليمن لعام 2004.